# Lijadora

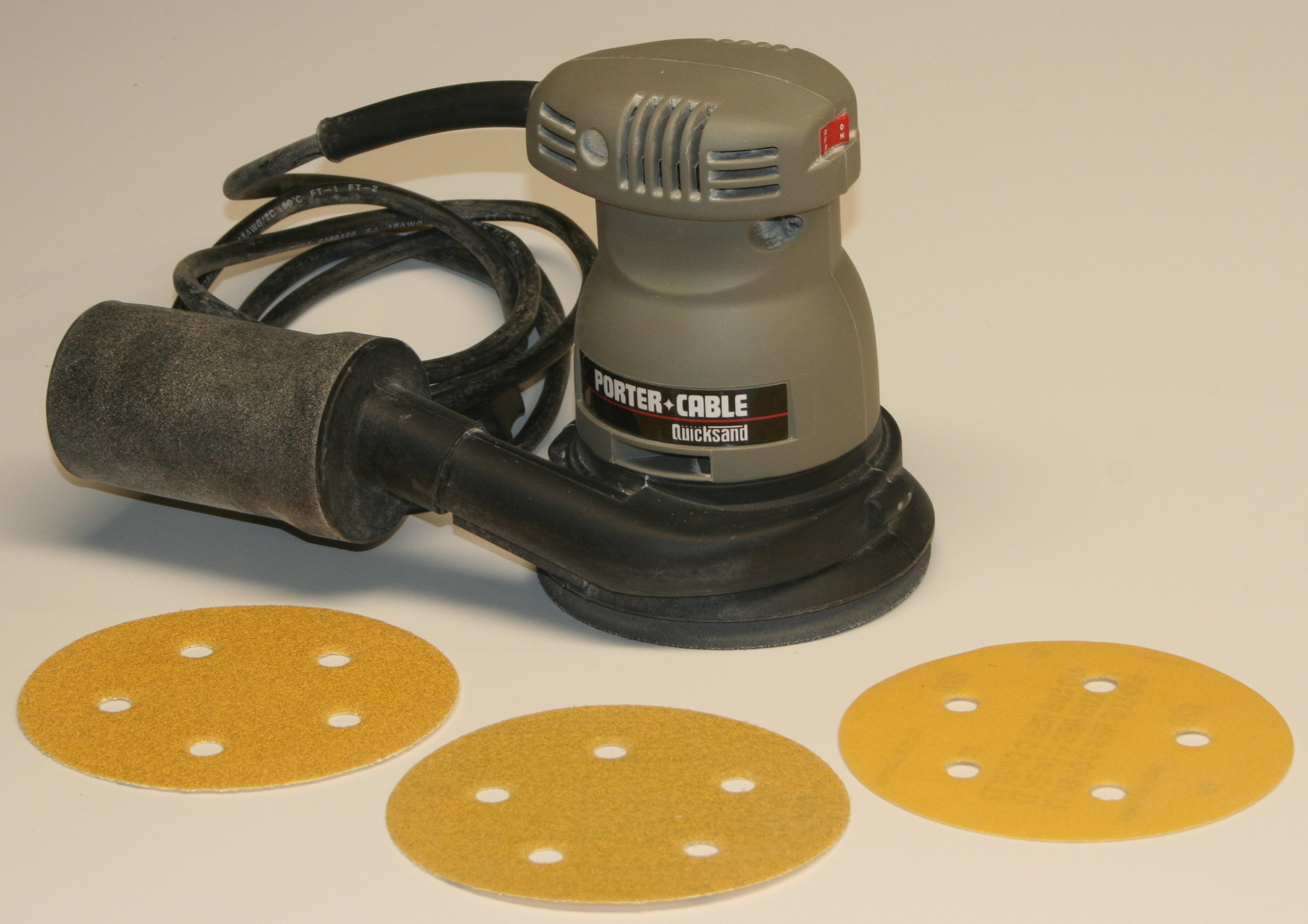
Una lijadora orbital con discos lijadores de varios tamaños y granulado.

Se denomina lijadora  a la máquina que mediante el montaje de un papel o tela de lija permite llevar a cabo el proceso de lijado de una superficie, generalmente madera, aunque puede emplearse para lijar diferentes materiales y se denomina una herramienta semiautomática.
Hay lijadoras manuales y lijadoras estacionarias, que a su vez puede ser de banda, orbitales o de contacto.
En ebanistería y carpintería suelen emplearse para desbastado y lijado de superficies a trabajar y para acabado fino. Ante esto último, en muchos casos sigue prevaleciendo el lijado manual, ya que permite estar en contacto directo con la pieza y valerse del tacto para reconocer la calidad del trabajo.
- Datos: Q953145
- Multimedia: Sanders / Q953145